# گرمابه طیاندشت
گرمابه طیاندشت مربوط به دوره قاجار است و در شهرستان قزوین، بخش رودبار شهرستان، روستای طیاندشت واقع شده و این اثر در تاریخ ۱۱ مرداد ۱۳۸۴ با شمارهٔ ثبت ۱۲۵۹۲ به‌عنوان یکی از آثار ملی ایران به ثبت رسیده است.